# Сашка (повесть)
Са́шка — повесть. Первое произведение писателя Вячеслава Кондратьева. Написано в середине XX века. Опубликовал её автор в феврале 1979 года в журнале «Дружба народов».

## Сюжет
Сашка воевал уже два месяца, но впервые близко столкнулся с противником. Он был первым, кто увидел немцев, и именно он предупредил о них свою роту. Немцы пошли на хитрость — затихли, и в роще раздался голос, говорящий о том, что в сёлах начинается посевная, и предлагающий всем желающим работу и свободу. Но ротный разгадал эту хитрость и дал приказ начинать бой. Во время боя Сашка взял «языка», которого и должен был сам доставить в штаб. По дороге немец всё время оглядывался на Сашку, и тот сказал ему, что русские над пленными не издеваются.
В штабе батальона он никого не застал. На месте был только командир батальона, но Сашке вести к нему немца не рекомендовали — накануне, во время боя, была убита девушка, которую комбат очень любил. Сашка всё же пошёл к комбату, и тот, поговорив с немцем, приказал его расстрелять. Сашка пытался возражать, говоря, что обещал немцу жизнь, показывал ему листовку, где всем пленным гарантировали возвращение на родину, но комбат только ещё больше разозлился. Тогда Сашка решил всё же вести немца в штаб бригады, нарушив приказ комбата. Комбат догнал их, сурово посмотрел на Сашку, выкурил сигарету и ушёл, велев вести немца в штаб бригады.
Направляясь в эвакогоспиталь, Сашка и ещё двое раненых вместо продуктов на дорогу получили талоны, по которым продукты можно было получить лишь в 20 километрах от места в Бабине. До места в этот день Сашка и Жора не дошли, решив переночевать в деревне. На ночёвку их пустили, а вот покормить солдат было нечем — всё забрали немцы. На следующий день, добравшись до Бабина, они увидели, что и там никакого продовольственного пункта нет. Сашка, Жора и примкнувший к ним лейтенант Володя пошли дальше. Зайдя по дороге в деревню, они снова не смогли найти продуктов, но деревенский житель посоветовал им пойти в поле, накопать оставшейся с осени картошки и испечь лепёшек. Найдя поле, Сашка и Володя остановились, а Жора пошёл дальше. Вскоре раздался звук взрыва и, бросившись вперёд, Сашка и Володя увидели мёртвого Жору — тот, видимо, свернул с поля на дорогу, где и попал на оставленную немцами мину.
Наконец Сашка и Володя добрались до эвакогоспиталя. Но оставаться там они не стали — Володя очень хотел попасть в Москву, чтобы повидаться с матерью. Сашка тоже решил дойти до дома, который был рядом с Москвой. По дороге они зашли в село, где поели — это село не было захвачено немцами. В следующем госпитале они остановились поужинать. Когда раздали еду, то в каждой тарелке было только по 2 ложки пшённой каши, и Володя направился ругаться с начальством. Когда спор дошёл до особиста, Сашка решил признать себя виновным, так как был просто солдатом, и единственное наказание, которое его ожидало, — это отправка на передовую, а туда ему всё равно надо возвращаться. Особист порекомендовал Сашке уходить из госпиталя, причём побыстрее, а вот Володю врачи не отпустили. Сашка приехал в Москву, и, стоя на перроне, почувствовал, будто попал в другой мир. Это отличие такой спокойной Москвы от передовой и помогло ему ясно понять, что его место именно там — на передовой.

## Дополнительная информация
- В 2013 году повесть была включена в список «100 книг», рекомендованных школьникам Министерством образования и науки РФ для самостоятельного чтения.

## Экранизации
- 1981 — Сашка — художественный фильм Александра Сурина.
- 2021 — Сашка. Дневник солдата — короткометражный фильм, режиссёрский дебют Кирилла Зайцева.